# Ernesto Grillo
Ernesto Grillo (Buenos Aires, 1929. október 1. – Buenos Aires, 1998. június 18.) válogatott argentin labdarúgó, középpályás, edző.

## Pályafutása

### Klubcsapatban
1949 és 1957 között az Independiente labdarúgója volt, ahol az 1956-os idényben 17 góllal argentin gólkirály lett. 1957 és 1960 között az olasz AC Milan játékosa volt. Az 1957–58-as idényben BEK-döntős, az 1958–59-es idényben olasz bajnok volt a Milannal. 1960 és 1965 között a Boca Juniors csapatában szerepelt és három argentin bajnok címet szerzett.

### A válogatottban
1952 és 1962 között 20 alkalommal szerepelt az argentin válogatottban és nyolc szerzett. Két Copa América tornán vett részt. 1955-ben arany-, 1956-ban bronzérmes lett a válogatott csapattal.

### Edzőként
1983-ban és 1984-ben két alkalommal a Boca Juniors ideiglenes vezetőedzője volt.

## Sikerei, díjai
Argentína
- Copa América
  - győztes: 1955, Chile
  - 3.: 1956, Uruguay

 Independiente
- Argentin bajnokság (Primera División)
  - gólkirály: 1956 (17 gól, holtversenyben Juan A. Castróval)

 AC Milan
- Olasz bajnokság (Serie A)
  - bajnok: 1958–59
- Bajnokcsapatok Európa-kupája (BEK)
  - döntős: 1957–58

 Juniors
- Argentin bajnokság (Primera División)
  - bajnok (3): 1962, 1964, 1965